# Егиалей (син на Инах)
Вижте пояснителната страница за други личности с името Егиалей.
Егиалей (на старогръцки: Αἰγιαλεύς, Aigialeus) в древногръцката митология е първият цар на Сикион през края на 22 век пр.н.е.
Той е син на речния бог Инах и Мелиади-нимфата Мелия и брат на Фороней. Според други източници той е син на Фороней Пейто
На него е наречена по-късната Ахая Агиалос (Aigialos). Той основава град Егиалея (Aigialeia), по-късният Сикион. Според Павзаний неговият син и наследник е Европ, а според Билиотеката на Аполодор той остава бездетен и владетел става Фороней.